# Sarkis Baghdassarian
Pour les articles homonymes, voir Baghdassarian.
Sarkis Baghdassarian, en arménien : Սարգիս Իվանի Բաղդասարյան, né le 5 septembre 1923 à Banadzor et mort le 19 juin 2001 à Erevan, est un sculpteur arménien. particulièrement connu pour sa sculpture massive Nous sommes nos montagnes située à Stepanakert ainsi que pour la statue d'Avetik Issahakian à Erevan.